# Parròquia de Zalve
La Parròquia de Zalve (en letó: Zalves pagasts) és una unitat administrativa del municipi de Nereta, al sud de Letònia. Abans de la reforma territorial administrativa de l'any 2009 pertanyia al raion d'Aizkraukle.

## Pobles, viles i assentaments

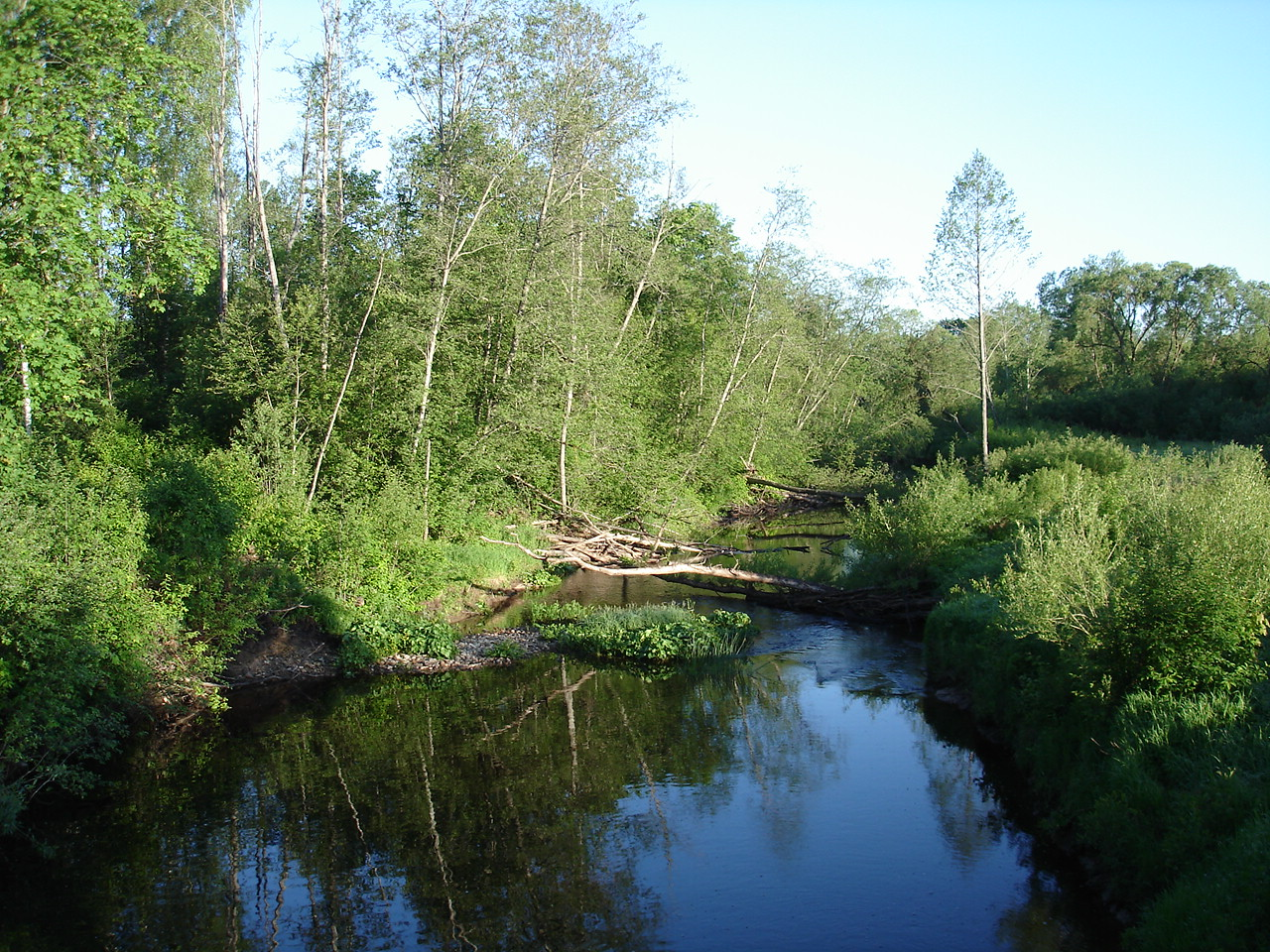
Riu Zalvīte

- Cīruļkalns
- Kalnamuiža
- Pētermuiža
- Salas
- Sierotava
- Smaltāni
- Sproģi
- Suseja
- Vērtūži
- Zalve
- Zvanītāji
- Kalna Pālēni

## Hidrografia

### Rius
- Cēzīte
- Dienvidsusēja
- Vilkupe
- Zalvīte
- Žebere